# Oliver Bierhoff
Oliver Bierhoff (født 1. maj 1968) er en tysk tidligere fodboldspiller, der i perioden 1996-2002 spillede 70 landskampe og scorede 37 mål. På klubplan nåede han bl.a. at spille for de tyske klubber Bayer Uerdingen, Hamburger SV og Borussia Mönchengladbach samt de italienske mandskaber Udinese og AC Milan.
2004 har det tyske fodboldforbund (DFB) udpeget Oliver Bierhoff som manager for det tyske landshold. I den periode nåede Tyskland finalen ved UEFA EURO 2008 i Østrig og Schweiz, tredjepladsen ved FIFA World Cups 2006 på hjemmebane og 2010 i Sydafrika og semifinalen ved UEFA EURO 2012 i Polen og Ukraine, inden Tyskland nåede titlen ved FIFA World Cup 2014 i Brasilien. 
Siden 2018 var Oliver Bierhoff sportsdirektør i Forbundsrepublikkens fodboldforbund (Direktor Nationalmannschaften und Akademie, på dansk direktør for landshold og akademi), og i denne periode røg det tyske landshold ud efter gruppespillet ved VM i fodbold 2018 i Rusland og i ottendedelsfinalen ved UEFA EURO 2020 i år 2021. I 2022 blev han generaldirektør i det tyske fodboldforbund (Geschäftsführer Nationalmannschaften und Akademie, på dansk generaldirektør for landshold og akademi). Tyskland røg ud efter gruppespillet ved VM i fodbold 2022 i Qatar. Derefter forlader Oliver Bierhoff det tyske fodboldforbund og ophæver sin kontrakt.